# 100 Miles and Runnin' (sång)
100 Miles and Runnin' är en singel av den amerikanska gangstarapgruppen N.W.A, släppt 1990 på EP:n med samma namn. Singeln finns även på samlingsalbumen Greatest Hits och The Best of N.W.A: The Strength of Street Knowledge.

## Bakgrund
Singeln är början till beefen mellan gruppen och den tidigare medlemmen Ice Cube. På Dr. Dre's andra vers rappar han följande;
"It started with five but yo one couldn't take it." / "So now there's four 'cause the fifth couldn't make it." "The number's even." / "And now I'm leaving"
Detta refererar till att Ice Cube lämnat gruppen, och att det bara är fyra medlemmar kvar.
"100 Miles and Runnin'" referear även The D.O.C.'s sång "Lend Me an Ear", från hans debutalbum No One Can Do It Better från 1989, vilket också var producerat av Dr. Dre.